# Ribeirão dos Monos
O ribeirão dos Monos é um curso de água que banha a Zona da Mata do estado de Minas Gerais. É um afluente da margem direita do rio Pomba e, portanto, um subafluente do rio Paraíba do Sul. Apresenta 26 km de extensão e drena uma área de 177 km².
Nasce no município de Recreio em uma altitude de aproximadamente 460 metros. Em seu percurso, atravessa a zona urbana de Recreio e o distrito de Angaturama. Sua foz no rio Pomba ocorre no município de Palma, junto ao distrito de Itapiruçu.